# Parafia św. Floriana w Sosnowcu
Parafia Świętego Floriana w Sosnowcu – rzymskokatolicka parafia, położona w dekanacie sosnowieckim – św. Jadwigi Śląskiej, diecezji sosnowieckiej, metropolii częstochowskiej w Polsce, erygowana w 1982 roku.